# João Carlos Rodrigues da Costa
João Carlos Rodrigues da Costa (Lisboa, 7 de setembro de 1843 — Lisboa, 11 de maio de 1917) foi um oficial do Exército Português, onde atingiu o posto de general-de-divisão, e intelectual que se distinguiu como jornalista e bibliófilo.

## Biografia
A sua carreira militar iniciou-se em 1860, ano em que assentou praça como voluntário e iniciou a frequência da Escola do Exército. Foi sucessivamente promovido a alferes em 1865, tenente em 1868, capitão em 1873, major em 1884, tenente-coronel em 1888, coronel em 1893 e general-de-brigada em 1903. Passou à reserva como general-de-divisão em 1910.
Por decreto de 19 de Dezembro de 1868 foi nomeado para integrar a Companhia de Artilharia da Guarnição da ilha Terceira, fixando-se nesse ano em Angra do Heroísmo. Em 1870 foi transferido para o regimento que constituía a guarnição do Castelo de São João Baptista do Monte Brasil, também em Angra do Heroísmo.
Durante este período iniciou-se no jornalismo, passando a colaborar com diversos periódicos angrense e nas iniciativas editoriais de António Gil, particularmente na elaboração dos seus almanaques. O gosto pelo jornalismo levou-o a distinguir-se como bibliófilo, nomeadamente interessando-se pelos primórdios do jornalismo nos Açores, coleccionando jornais antigos. Também em Angra foi redactor dos periódicos Jornal do Grémio Literário e a Lágrima. Nesse período participou no movimento cultural insular, sendo um dos maiores promotores da fundação de bibliotecas públicas de carácter associativo e na divulgação de leitura. Escreveu e editou alguns opúsculos sobre temas açorianos.
De regresso a Lisboa, ingressou na vida política, sendo eleito deputado nos anos de 1882 e 1892. Na legislatura de 1894 foi eleito deputado pelo círculo eleitoral da Horta.
Em Lisboa distinguiu-se também no jornalismo, exercendo as funções de redactor do periódico Revolução de Setembro, que dirigiu após a morte de Rodrigues Sampaio.
Foi professor do Colégio Militar e sócio fundador e director da Sociedade de Geografia de Lisboa, aparecendo associado às comissões organizadoras das comemorações centenárias de Camões (de que foi presidente), do descobrimento da Índia e da Guerra Peninsular.

## Obras
Para além de vasta colaboração dispersa pelos periódicos dos Açores e de Lisboa, é autor das seguintes monografias:
- Independência e instrução. Discurso proferido na inauguração da bibliotheca popular do club popular angrense em 1 de Dezembro de 1871. Lisboa, Imp. Lallenont-Pères, 1872.
- José Maria Pacheco de Aguiar, memória histórica e biographica. Lisboa, Imp. Sousa Neves, 1877.